# BusMap
BusMap - Xe buýt thành phố, hay tên ngắn gọn là BusMap là một nền tảng ứng dụng miễn phí hỗ trợ cho người đi xe buýt tại TP Hồ Chí Minh, Hà Nội và Đà Nẵng, Cần Thơ,... BusMap cung cấp tất cả các tính năng cần thiết để người dùng có thể thuận tiện trong việc sử dụng phương tiện giao thông công cộng xe buýt ở Việt Nam. BusMap hiện hỗ trợ trên các nền tảng Web, iOS, Android và Windows Phone

## Lịch sử

### Tác giả
BusMap được phát triển và cho ra đời vào năm 2013 bởi nhóm sinh viên Trường đại học Khoa học Tự nhiên Thành phố Hồ Chí Minh, trưởng nhóm là Lê Yên Thanh (sinh năm 1994, sinh viên năm 4, khoa Công nghệ thông tin, ĐH Khoa học tự nhiên TPHCM) thiết kế, xuất phát từ chính nhu cầu cá nhân làm sao có thể đi lại nhanh nhất và tiện lợi nhất bằng xe buýt. Hiện tại Lê Yên Thanh đang là Tổng Giám đốc của Công ty CP Công nghệ Phenikaa MaaS (Tiền thân là Công ty TNHH BusMap), đơn vị phát triển và triển khai BusMap.

### Hoạt động
- Mùa hè năm 2013, BusMap phiên bản Windows Phone chính thức ra đời, chỉ hỗ trợ bản đồ xe buýt tại TP Hồ Chí Minh với các tính năng như tra cứu và tìm kiếm đường đi bằng xe buýt.
- Ngày 30 tháng 3 năm 2014, BusMap phiên bản Android được Lê Yên Thanh hoàn thiện và đăng tải lên kho ứng dụng Playstore, chỉ hỗ trợ bản đồ xe buýt tại TP Hồ Chí Minh.
- Tháng 3 năm 2015, BusMap phiên bản iOS được Lê Yên Thanh cùng team phát triển và đăng tải lên kho ứng dụng AppStore.
- Tháng 8 năm 2015, BusMap được kết nối với Trung tâm Quản lý giao thông công cộng, thuộc Sở GTVT TP.HCM. BusMap và trung tâm đã kí kết hợp tác, nội dung về việc: 
  1. BusMap chuyển giao công nghệ cũng như thuật toán tìm đường được BusMap phát triển, phục vụ cho việc xây dựng tính năng tìm đường đi bằng xe buýt trên Website của trung tâm.
  2. Trung tâm sẽ hỗ trợ cung cấp dữ liệu về hệ thống xe buýt chính thống cho BusMap, trong đó có dữ liệu thời gian chờ xe buýt thời gian thực để BusMap có thể triển khai thêm tính năng xem thời gian chờ xe buýt đến trạm theo thời gian thực trên ứng dụng BusMap phiên bản di động và web. Hiện nay đây là một trong những tính năng được người dùng sử dụng nhiều nhất trên BusMap.
- Cũng trong tháng 8 năm 2015, BusMapHN - phiên bản BusMap dành cho thành phố Hà Nội được triển khai cho người dân đi xe buýt tại Hà Nội, tuy nhiên BusMapHN chỉ có phiên bản Android. Tháng 5 năm 2019, BusMapHN chính thức được sáp nhập vào ứng dụng BusMap chính thống để thành một ứng dụng duy nhất, người dùng BusMap có thể chọn sử dụng ứng dụng ở khu vực Tp Hồ Chí Minh và Hà Nội.
- Từ cuối 2015 đến 2019, BusMap tiếp tục được trưởng nhóm tác giả Lê Yên Thanh vận hành và phát triển.
- Tháng 6 năm 2019, BusMap được triển khai tại thành phố Đà Nẵng trên phiên bản Android.
- Tháng 8 năm 2019, BusMap phiên bản iOS và Web chính thức hỗ trợ thêm cho 2 thành phố là Hà Nội và Đà Nẵng. Người dùng BusMap trên tất cả các nền tảng (Ngoại trừ Windows Phone đã ngừng phát triển) đã có thể sử dụng BusMap tại 3 thành phố lớn nhất của Việt Nam là TP Hồ Chí Minh, TP Hà Nội và TP Đà Nẵng.
- Ngày 23 tháng 10 năm 2019, BusMap kí kết biên bản thỏa thuận hợp tác với Trung tâm dịch vụ công 1022 Đà Nẵng để triển khai ứng dụng BusMap chính thức đến người dân tại Đà Nẵng, đồng thời bắt đầu thử nghiệm một số mô hình khác liên quan đến thành phố thông minh tại Đà Nẵng.
- Cuối tháng 12 năm 2019, BusMap được triển khai thử nghiệm tại thành phố Bangkok và Changmai của Thái Lan trên cả 2 phiên bản Android và iOS.
- Đầu tháng 01 năm 2022 sau một thời gian dài bị ảnh hưởng bởi dịch bệnh, BusMap chính thức triển khai tại Bình Duơng cùng Becamex Tokyu Bus và xe buýt Kaze Bus.
- Cuối tháng 12 năm 2022, BusMap chính thức triển khai tại Bình Phước với 3 tuyến xe buýt.
- Ngày 22 tháng 04 năm 2023, Công ty CP Công nghệ Phenikaa MaaS phối hợp cùng Trung tâm quản lý giao thông công cộng Hà Nội ra mắt ứng dụng BusMap Hà Nội - Một phiên bản mới của ứng dụng BusMap dành riêng cho TP Hà Nội với nhiều tính năng hiện đại tuơng tự ứng dụng BusMap cùng với các tính năng nâng cao khác như mua vé tháng, đánh giá chất lượng dịch vụ...

### Giải thưởng
Sản phẩm lần đầu được phát triển trên Windows Phone và đã đoạt giải nhất Hội thi Tin học trẻ Thành phố Hồ Chí Minh năm 2013. 
Phiên bản BusMap dành cho Android đạt thêm những giải thưởng khác như: Giải thưởng sáng tạo trẻ toàn quốc, giải nhất cuộc thi sáng tạo ứng dụng di động toàn quốc 2013. Năm 2015, hệ thống BusMap bao gồm phiên bản Android, iOS, Windows Phone và Web vinh dự nhận được giải thưởng Nhân Tài Đất Việt nhóm sản phẩm trên ứng dụng di động.
Ngày 19 tháng 10 năm 2019, BusMap được trao giải thưởng Doanh nghiệp khởi nghiệp đổi mới sáng tạo TPHCM - I-star Award 2019 tại Tuần lễ đổi mới sáng tạo TPHCM (WHISE).
Ngày 08 tháng 12 năm 2019, BusMap trở thành nhà vô địch của cuộc thi Viet Startup Contest 2019 mùa thứ nhất tại Tokyo Nhật Bản.
Năm 2022, Phenikaa MaaS nhận giải thưởng Sáng tạo TP Hồ Chí Minh lần 2 với sản phẩm BusMap Platform.

## Hiện trạng phát triển của BusMap
Hiện tại BusMap đang dẫn đầu thị trường với ứng dụng Mobile về giao thông công cộng ở Việt Nam, đạt hơn 2 triệu lượt tải, có hơn 400.000 người dùng thường xuyên mỗi tháng. Ứng dụng được người dân đánh giá cao và thường xuyên được giới thiệu cho bạn bè sử dụng.
Trong cuối năm 2015, BusMap bắt đầu triển khai phiên bản cho Thành phố Hà Nội và đã đạt được hơn 200.000 lượt tải và sử dụng. Và trong tháng 6 vừa qua BusMap đã bắt đầu triển khai cho Thành phố Đà Nẵng. Dự kiến BusMap sẽ tiếp tục được mở rộng triển khai cho người dùng xe buýt tại các thành phố khác tại Việt Nam trong cuối năm 2019 và đầu năm 2020.
Trung bình mỗi tháng có hơn 10 triệu lượt người sử dụng BusMap tại Tp Hồ Chí Minh để phục vụ nhu cầu đi lại bằng xe buýt, chiếm khoảng 20% số lượt đi xe buýt hằng tháng (Tính theo số liệu 571 triệu lượt đi xe buýt trong năm 2018 do Sở GTVT TpHCM công bố). Điều đó cho thấy tác động không nhỏ của BusMap về mặt xã hội trong cộng đồng người dùng xe buýt tại thành phố Hồ Chí Minh nói riêng cũng như cả nước nói chung.
BusMap thường xuyên làm việc với các trường Đại học và Cao đẳng trong địa bàn thành phố để giới thiệu ứng dụng đến với các bạn sinh viên, khuyến khích và tạo điều kiện cho các bạn sử dụng phương tiện giao thông công cộng này.
Hiện tại BusMap đã triển khai tại 3 thành phố lớn nhất Việt Nam là TP Hồ Chí Minh, Đà Nẵng và Hà Nội, ngoài ra còn có mặt tại các tỉnh thành khác như Bình Duơng, Bình Phước, Đồng Nai.

## Phiên bản khác
BusMap còn có phiên bản dành cho người dùng đi xe buýt tại Hà Nội với tên gọi BusMap Hà Nội. Hiện phiên bản Hà Nội đã ra mắt và triển khai chính thức cho người dân thủ đô sử dụng với nhiều tính năng hiện đại tuơng tự ứng dụng BusMap chính. Người dùng có thể tìm trên kho ứng dụng với từ khóa "BusMap Hà Nội" hoặc "BusMap Hanoi" để tải và sử dụng.
Ngoài ra ứng dụng Vinbus cũng là một phiên bản nâng cấp của Ứng dụng BusMap được Công ty Phenikaa MaaS phối hợp cùng với Vinbus (Tập đoàn Vingroup) để triển khai dành cho người đi xe buýt điện Vinbus.

## Các đặc điểm[6]
- Giao diện thân thiện, dễ sử dụng với màu xanh lá dịu mắt chủ đạo, không ngừng được phát triển dựa trên góp ý của người dùng để dễ thao tác nhât đối với người đi xe buýt.
- Thuật toán tìm kiếm đường đi thông minh được BusMap tự phát triển để phù hợp với hệ thống xe buýt tại Việt Nam, đặc biệt có thể tìm đường kết hợp nhiều loại phương tiện giao thông công cộng bên cạnh xe buýt, metro,...
- Đặc biệt BusMap hỗ trợ sử dụng với chế độ Offline hoàn toàn mà không cần kết nối Internet, người dùng vẫn có thể tra cứu thông tin, sử dụng bản đồ offline và tìm đường một cách dễ dàng.
- BusMap liên tục được cập nhật các tính năng mới dựa trên góp ý người dùng để hoàn thiện sản phẩm.

## Tính năng[6]
- Tìm kiếm đường đi: Chỉ dẫn cho người dùng những cách đi tốt nhất bằng xe buýt giữa 2 địa điểm bất kì. Ngoài ra BusMap còn hỗ trợ tìm đường chỉ dựa trên những tuyến đang còn hoạt động ở thời điểm tìm kiếm.
- Tra cứu thông tin chi tiết của từng tuyến xe: Biểu đồ giờ xuất bến, các trạm đi qua, thông tin giá vé, thời gian hoạt động,...
- Xem thời gian chờ xe buýt theo thời gian thực: Thời gian xe buýt sẽ đến tại một trạm bất kì, dựa trên dữ liệu thời gian thực từ GPS của xe buýt.
- Tính năng theo dõi và thông báo khi gần đến trạm dừng.
- Tính năng theo dõi lộ trình đi xe buýt và đọc tên các trạm sắp đến, khắc phục tình trạng xuống sai trạm. Ngoài ra tính năng này còn hỗ trợ cho người khiếm thị sử dụng xe buýt được tốt hơn.
- Tìm vị trí trạm dừng xe buýt gần vị trí người dùng, hiển thị trực quan trên bản đồ.
- Tính năng cập nhật dữ liệu trực tuyến, giúp người dùng có thể chủ động cập nhật các phiên bản dữ liệu xe buýt mới nhất.
- Tính năng đánh giá chất lượng các tuyến xe buýt theo từng tuyến.

## Cách cài đặt và sử dụng
Người dùng có thể tìm với từ khóa BusMap trên Playstore (Android) và AppStore (iOS) để tải và cài đặt BusMap hoàn toàn miễn phí.
- Lần đầu khởi động, người dùng cần chọn ngôn ngữ sử dụng. BusMap hiện tại hỗ trợ 2 ngôn ngữ là Tiếng Việt và Tiếng Anh.
- Tiếp theo người dùng sẽ chọn khu vực sự dụng, dữ liệu xe buýt Thành phố Hồ Chí Minh đã được tích hợp sẵn bên trong ứng dụng, riêng đối với khu vực Hà Nội và Đà Nẵng người dùng cần tải thêm để có thể sử dụng.
- Giao diện chính của ứng dụng, người dùng có thể chọn nhiều tính năng trong đó có  2 tính năng chính là "Tra cứu" và "Tìm đường". Ngoài ra khi bấm vào một trạm dừng xe buýt trên bản đồ, người dùng có thể xem được thời gian xe đến trạm đó theo thời gian thực.

Nếu sử dụng máy tính, người dùng có thể sử dụng phiên bản BusMap Web

## Các thành phố BusMap đang hỗ trợ
- Thành phố Hồ Chí Minh.
- Thành phố Hà Nội.
- Thành phố Đà Nẵng (một số tuyến chưa có biểu đồ giờ xuất bến).
- Tỉnh Bình Dương
- Tỉnh Bình Phước
- Thành phố Bangkok, Thailand (có bản đồ metro và BTS, chưa có thông tin thời gian xe đến trạm theo thời gian thực).
- Thành phố Chiangmai, Thailand (chưa có thông tin thời gian xe đến trạm theo thời gian thực).
- Cần Thơ